# Nöden

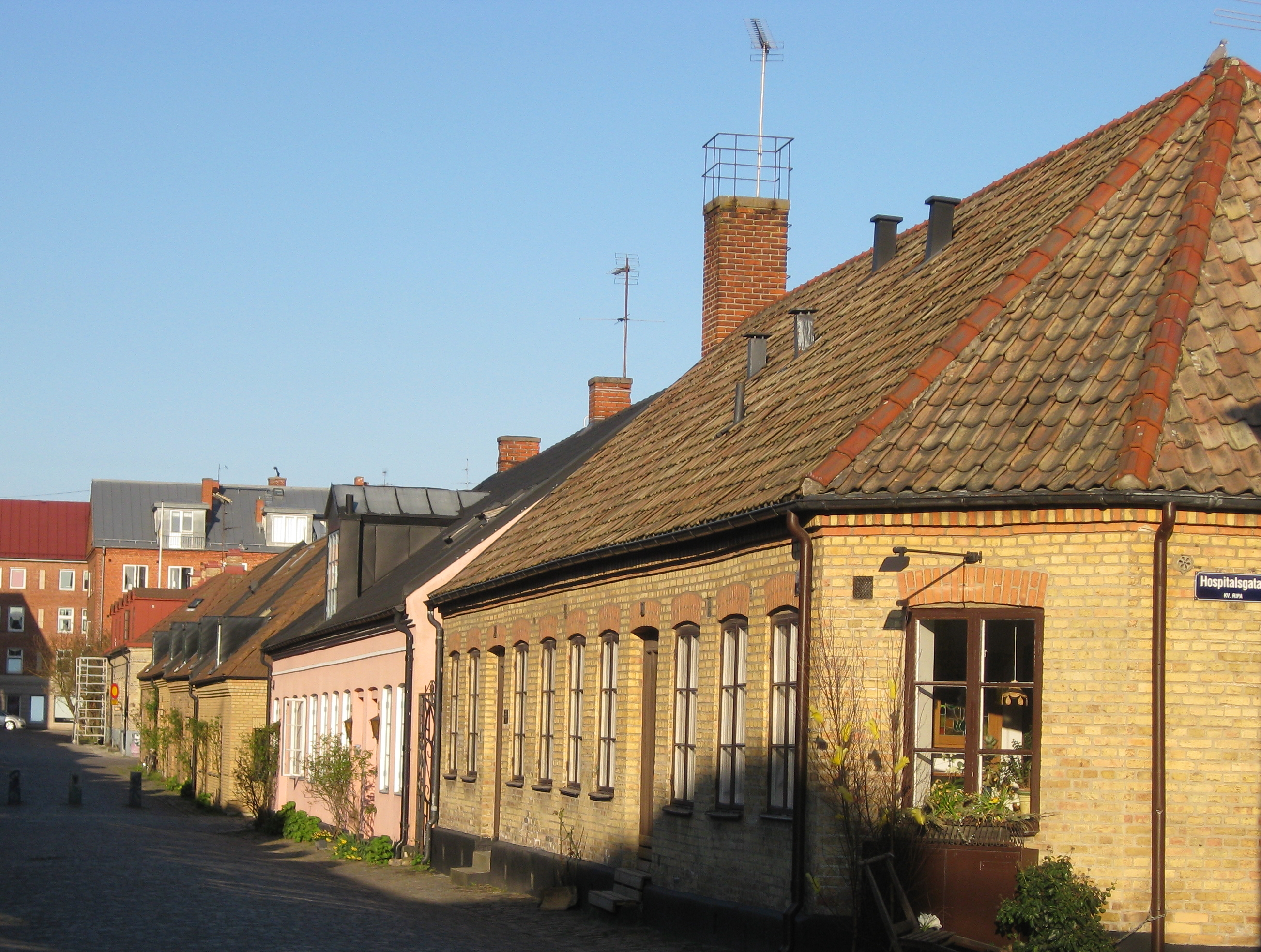
Korsgatan österut från korsningen med Hospitalsgatan

Nöden, officiellt Nya Stan, är ett område i sydöstra delen av Lunds stadskärna. Det var ursprungligen ett av Lunds mindre välbärgade områden. Tidigare hade Nöden också en relativt stor judisk befolkning, vilket var anmärkningsvärt för Skandinavien.

## Historik
När stadens befolkning växte och staden drabbades av bostadsbrist på 1870-talet, bebyggdes på privat initiativ (av rådman August Ripa) området på Ripas äng mellan Prennegatan, Stora Tvärgatan och nuvarande Södra Esplanaden. Området var avsett som arbetarbostäder, och skulle säljas "till ett sådant pris och på sådana betalningsvillkor att det bliver möjligt för en mindre bemedlad företagsam person att mot billigt pris erhålla byggnadsplatser". Området består av kvarteren Repslagaren, Gärdet, Bommen, Ripa, Ängen, Täppan och Trädgården. Man kan se att Nödens gator är planerade senare än gatorna i stadens centrum, då denna del av staden har ett mer rätvinkligt gatunät än det mer medeltida, oregelbundna gatunätet i den övriga stadskärnan.

### Judiska invandrare
Ursprungligen kallades stadsdelen "Nya stan", men fick öknamnet "Nöden" (jiddisch: די נויט) på grund av den låga levnadsstandarden i området. Området har också kallats "Judéen", eftersom där fanns en stor judisk befolkning. Som mest bodde det runt 400 judar i Nöden, runt år 1910–1914. De flesta av dem hade kommit från det Ryska riket på flykt undan pogromerna som intensifierats kring år 1870. I Nöden har det därför funnits flera hus som använts som synagogor, bland annat vid Prennegatan och Lilla Södergatan. Den sista som fungerade som synagoga var den på Lilla Södergatan, som revs 1979. I området har också funnits ett rituellt bad, en så kallad mikve. De flesta judarna som bosatte sig i Nöden var på väg vidare mot Tyskland och USA, så när Utlänningsräkningen genomfördes år 1939 fanns i Lund bara ett femtiotal judar kvar.
Till stadsdelen flyttade fattiga människor såsom nyinflyttade arbetare från landsbygden och invandrade judar. I husen var det trångt och svårt. Stora familjer kunde bo på en mycket liten yta, man hade gemensamma toaletter utomhus, bara tillgång till en vattenkran och dessutom fanns det mycket skadedjur i området. 

### Gentrifiering
Området hade under den tiden låg status, och på 1960- och 1970-talen gjordes många hus till enfamiljshus och andra delar i främst kvarteren Repslagaren och Gärdet revs. I de områden som revs har på senare tid småskalig bostadsbebyggelse i liknande stil som den gamla återkommit. Genom en gentrifieringsprocess är området numera en stadsdel med attraktiva bostadsrätter.